# Badminton Zwitserland
Badminton Zwitserland (lokaal: Swiss Badminton) is de nationale badmintonbond van Zwitserland.
De huidige president van de Zwitserse bond is Peter Schudel, hij is de president van een bond met 14.300 leden, die verdeeld zijn over 260 verschillende badmintonclubs. De bond is sinds 1967 aangesloten bij de Europese Bond, en een van de oprichters